# Tommy Walker (calciatore 1903)
Tommy Walker (1903) è stato un calciatore scozzese, di ruolo difensore.

## Carriera
Formatosi nel Vale of Grange, nel 1924 si trasferisce in Inghilterra per giocare nel Bradford City, militante nella serie cadetta. 
Nel 1926 passa allo Sheffield Weds, esordendovi il 3 aprile dello stesso anno. Con i Weds ottenne la promozione in massima serie grazie alla vittoria della Second Division 1925-1926.
Nella stagione d'esordio in massima serie Walker ottiene con il suo club il sedicesimo posto finale. Nella stagione 1928-1929 vince con i Weds il suo primo campionato, successo bissato l'anno dopo. Nella sua ultima stagione agonistica i Weds vinsero la FA Cup 1934-1935, battendo in finale il West Bromwich. Giocò la sua ultima partita con i Weds il 22 aprile 1935.

## Palmarès

### Competizioni nazionali
- Second Division: 1

Wednesday: 1926
- Campionato inglese: 2

Wednesday: 1929, 1930
- Coppa d'Inghilterra: 1

Wednesday: 1935